# 日本建設情報総合センター
一般財団法人 日本建設情報総合センター（にほんけんせつじょうほうそうごうセンター、英名表記：Japan Construction Information Center、通称JACIC）は、コリンズ・テクリス実績情報システムや電子入札システム関連事業、CIMやCALS/EC（建設CALS）の研究・受託など、公共調達に関する情報システムの開発や情報サービスを行っている団体。以前は国土交通省所管の財団法人であったが、公益法人制度改革に伴い一般財団法人へ移行した。

## 概要
- 所在地：東京都港区赤坂五丁目2番20号 赤坂パークビル14階
- 設立日：1985年（昭和60年）11月15日
- 理事長：山田邦博（元・国土交通省事務次官）

## 主な事業内容

### 情報サービス事業
- 建設情報提供サービス（JACICNET ;有料サイト）
- コリンズ・テクリスシステム（工事実績情報システム・業務実績情報システム）
- 建設副産物情報交換システム
- 入札情報サービス（統合PPI）
- Photog-CAD(災害復旧効率化支援システム)

### 受託事業
- 積算システム関連（国土交通省、自治体等）
- 電子入札システム運用管理
- 河川現況調査等
- CALS/EC関連

### 自主研究事業
- CIM（Construction Information Modeling/Management）関連、IFCをサポート

### 公益事業
- 建設技術審査証明事業
- 研究助成事業
- JACICセミナー
- 国際協力・国際貢献（国際会議の開催ICCBEI）
- 社会基盤情報分野の標準化活動（常設委員会を設置・運営＝社会基盤情報標準化委員会）